# Paraleptomysis
Paraleptomysis (лат.) — род ракообразных семейства Mysidae из отряда Мизиды.

## Описание
Представители рода обладают сходством с Leptomysis, за исключением роговицы глаза с увеличенными фасетками в задней части. Антенны с ланцетовидными чешуйками, по всему периметру щетинистые. Плеоподы самцов двуветвистые, 1-я пара с многочлениковым экзоподом и неразделённым эндоподом, 2—5-я пары с многочлениковыми экзоподом и эндоподом; экзопод 4-го плеопода удлинён с видоизмененными щетинками. Первый переопод (ходильная нога) имеет хорошо развитый экзопод (внешняя ветвь), карпопроподы эндопода (внутренняя ветвь) с 3-й по 8-ю ветвь переопод делится на подсегменты, и на эндоподе уропод (задних придатках) есть статоцисты.

## Классификация
Род Paraleptomysis был впервые выделен в 1983 году на основании нескольких литоральных видов близкого рода Leptomysis.
Выделяют три биогеографические группы. Первая группа состоит из одного вида (P. dimorpha) и встречается в экваториальных водах Западной Африки. Вторая группа включает атлантические и Средиземноморские виды (P. apiops, P. banyulensis, P. dimorpha), с одним шиповидным выступом на симподе антенны. Третья группа включает  виды восточной части Индийского океана и Китайского моря (P. xenops, P. sinensis), с двумя выступами на симподе антенны.
- Paraleptomysis apiops (G.O. Sars, 1877) (Leptomysis apiops)
- Paraleptomysis banyulensis (Bacescu, 1966) (Leptomysis apiops banyulensis)[8]
- Paraleptomysis dimorpha Wittmann, 1986[7]
- Paraleptomysis sinensis Liu & Wang, 1983[9]
- Paraleptomysis xenops (W. Tattersall, 1922) (Leptomysis xenops)[10]